# Gårdstånga
Gårdstånga est une localité de Suède dans la commune d'Eslöv en Scanie.
Sa population était de 371 habitants en 2019.